# MUBI
Mubi ([ˈmuːbi] ; стилізовано як MUBI ; The Auteurs до 2010 року) — це глобальна потокова платформа, виробнича компанія та дистриб'ютор фільмів. MUBI виробляє та розповсюджує в кінотеатрах фільми нових і відомих режисерів, які ексклюзивно доступні на його платформі. Крім того, він видає Notebook, публікацію кінокритики та новин, і надає щотижневі квитки в кіно на вибрані нові фільми через MUBI GO.
Потокова платформа MUBI доступна в понад 190 країнах в Інтернеті, на пристроях Android TV, Chromecast, Roku, PlayStation, Amazon Fire TV, Apple TV, та телевізорах LG і Samsung Smart TV, а також на мобільних пристроях, зокрема iPhone, iPad і Android.

## Історія
The Auteurs (початкова назва MUBI) було засновано в 2007 році Ефе Чакарелом, який почав працювати над бізнес-моделлю компанії після того, як не зміг переглянути «Любовний настрій» онлайн, перебуваючи в кафе в Токіо. Criterion Collection почала надавати відео на вимогу (VOD) у партнерстві з The Auteurs у 2008 році.
У 2010 році компанія затвердила нову назву «MUBI».
У 2021 році MUBI запустив два оригінальних подкасти. Англомовний подкаст під назвою MUBI Podcast створений спільно з Ріко Гальяно, а іспаномовний подкаст під назвою MUBI Podcast: Encuentros створений у співпраці з La Corriente del Golfo, виробничою компанією, заснованою Гаелем Гарсіа Берналем і Дієго Луною.
У січні 2022 року MUBI оголосила про придбання The Match Factory, міжнародної компанії з виробництва та продажу фільмів.
На 79-му Венеціанському міжнародному кінофестивалі MUBI увійшов у телевізійну індустрію, придбавши міні-серіал The Kingdom Exodus. Вони також випустили перші два сезони оригінального серіалу в режисерських версіях, які раніше не демонструвались.

## Релізи MUBI
MUBI також є дистриб'ютором фільмів. Окрім випуску фільмів на платформі, у 2016 році він почав займатись кінотеатральними релізами у Сполучених Штатах і Великій Британії, а у 2021 році — у Латинській Америці та Німеччині.
| Рік  | Фільм                                    | Режисер                                     | Дата прем'єри | Країни |
| ---- | ---------------------------------------- | ------------------------------------------- | --- | --- |
| 2016 | Тисяча й одна ніч                        | Miguel Gomes                                | 22 квітня 2016 року | Велика Британія |
| 2016 | The Blue Room                            | Матьє Амальрік                              | 9 вересня 2016 року | Велика Британія |
| 2016 | Baden Baden                              | Rachel Lang                                 | 23 вересня 2016 року (UK) 25 листопада 2016 року (US) | Велика Британія, США |
| 2016 | I, Olga                                  | Tomás Weinreb & Petr Kazda                  | 18 листопада 2016 року | Велика Британія |
| 2017 | Найщасливіший день у житті Оллі Мякі     | Juho Kuosmanen                              | 21 квітня 2017 року (UK) 19 травня 2017 року (US) | США |
| 2017 | Weirdos                                  | Bruce McDonald                              | 25 травня 2017 року | США |
| 2017 | Моя краля                                | Брюно Дюмон                                 | 16 червня 2017 року | Велика Британія |
| 2017 | Мімози                                   | Oliver Laxe                                 | 25 серпня 2017 року | Велика Британія |
| 2017 | Тіло і душа                              | Ільдіко Еньєді                              | 22 вересня 2017 року | Велика Британія |
| 2017 | Фелісіте                                 | Ален Гоміс                                  | 10 листопада 2017 року | Велика Британія |
| 2017 | Wet Woman                                | Akihiko Shiota                              | 17 листопада 2017 року | США |
| 2017 | Antiporno                                | Сіон Соно                                   | 10 листопада 2017 року | США |
| 2017 | The Son of Joseph                        | Eugène Green                                | 15 грудня 2017 року | Велика Британія |
| 2018 | Коханець на день                         | Філіпп Гаррель                              | 12 січня 2018 року (US) 19 січня 2018 року (UK) | Велика Британія, США |
| 2018 | Гарного дня                              | Liu Jian                                    | 23 березня 2018 року | Велика Британія |
| 2018 | Ryuichi Sakamoto: Coda                   | Stephen Nomura Schible                      | 6 липня 2018 року | Велика Британія, США |
| 2018 | The Apparition                           | Ксав'є Джаннолі                             | 3 серпня 2018 року | Велика Британія |
| 2018 | Не торкайся                              | Адіна Пінтіліє                              | 19 жовтня 2018 року | Велика Британія |
| 2018 | Не хвилюйся, він далеко не піде          | Ґас Ван Сент                                | 26 жовтня 2018 року | Велика Британія |
| 2018 | Суспірія                                 | Лука Гуаданьїно                             | 16 листопада 2018 року | Велика Британія |
| 2019 | На межі світів                           | Ali Abbasi                                  | 8 березня 2019 року | Велика Британія |
| 2019 | Під Сільвер-Лейк                         | Девід Роберт Мітчелл                        | 15 березня 2019 року | Велика Британія |
| 2019 | Madeline's Madeline                      | Josephine Decker                            | 10 травня 2019 року | Велика Британія, Ірландія |
| 2019 | Ніж у серці                              | Yann Gonzalez                               | 5 липня 2019 року | Велика Британія, Ірландія |
| 2019 | Літо                                     | Кирило Серебренніков                        | 16 серпня 2019 року | Велика Британія, Ірландія |
| 2019 | A Dog Called Money                       | Seamus Murphy                               | 8 листопада 2019 року | Велика Британія, Ірландія |
| 2019 | Beanpole                                 | Кантемір Балагов                            | 11 жовтня 2019 року | Велика Британія, Ірландія |
| 2019 | Крихітка зомбі                           | Бертран Бонелло                             | 19 жовтня 2019 року | Велика Британія, Ірландія |
| 2019 | Yves Saint Laurent: The Last Collections | Olivier Meyrou                              | 30 жовтня 2019 року | Велика Британія, Ірландія |
| 2020 | The Staggering Girl                      | Лука Гуаданьїно                             | 14 лютого 2020 року | Світ (окрім. КНР, Італія, Японія, Росія) |
| 2020 | Бакурау                                  | Kleber Mendonça Filho and Juliano Dornelles | 14 березня 2020 року | Німеччина, Індія, Ірландія, Велика Британія |
| 2020 | Ema                                      | Пабло Ларраїн                               | 2 травня 2020 року | Канада, Індія, Ірландія, Латинська Америка (окрім Мексика, Чилі, Бразилія), Велика Британія                                                                    |
| 2020 | Family Romance, LLC                      | Вернер Герцог                               | 4 липня 2020 року | Австралія, Канада, Німеччина, Японія, Латинська Америка (окрім Бразилія), Нова Зеландія, Туреччина, США                                                        |
| 2020 | Маттіас і Максим                         | Ксав'є Долан                                | 28 серпня 2020 року | Австралія, Індія, Ірландія, Латинська Америка (окрім. Мексика), Нова Зеландія, Велика Британія, США                                                            |
| 2020 | The Other Lamb                           | Малгожата Шумовська                         | 16 жовтня 2020 року | Велика Британія, Ірландія |
| 2020 | Ковтай                                   | Carlo Mirabella-Davis                       | 31 жовтня 2020 року | Австралія, Болгарія, Чехія, Греція, Індія, Індонезія, Латинська Америка (окрім. Мексика), Нова Зеландія, Норвегія, Швеція, Фінляндія, Румунія, Словаччина, ПАР |
| 2020 | Nimic                                    | Йоргос Лантімос                             | 27 листопада 2020 року | Світ (окрім КНР) |
| 2020 | Tripping with Nils Frahm                 | Benoit Toulemonde                           | 3 грудня 2020 року | Світ |
| 2020 | Cold Meridian                            | Peter Strickland                            | 11 грудня 2020 року | Світ |
| 2020 | Farewell Amor                            | Ekwa Msangi                                 | 18 грудня 2020 року | Світ (окрім КНР, Африка, Ізраїль, Північна Америка) |
| 2021 | Beginning                                | Dea Kulumbegashvili                         | 29 січня 2021 року | Німеччина, Індія, Ірландія, Латинська Америка, Північна Америка, Туреччина, Велика Британія                                                                    |
| 2021 | Dead Pigs                                | Cathy Yan                                   | 12 лютого 2021 року | Світ (окрім. КНР) |
| 2021 | Notturno                                 | Джанфранко Розі                             | 5 березня 2021 року | Індія, Ірландія, Латинська Америка, Велика Британія |
| 2021 | Hey There!                               | Reha Erdem                                  | 13 березня 2021 року | Канада, Німеччина, Туреччина |
| 2021 | Max Richter's Sleep                      | Natalie Johns                               | 28 березня 2021 року | Індія, Латинська Америка, Туреччина, США |
| 2021 | Songs My Brothers Taught Me              | Хлої Чжао                                   | 9 квітня 2021 року | Німеччина, Ірландія, Італія, Латинська Америка, Індія, Нідерланди, Туреччина, Велика Британія та інші                                                          |
| 2021 | State Funeral                            | Сергій Лозниця                              | 21 травня 2021 року (на Mubi) | Австралія, Канада, Ірландія, Індія, Латинська Америка, Нова Зеландія, Туреччина, Велика Британія, США                                                          |
| 2021 | First Cow                                | Келлі Райкарт                               | 28 травня 2021 року (Прем'єра) | Велика Британія, Ірландія |
| 2021 | Shiva Baby                               | Emma Seligman                               | 11 червня, 2021 року | Австрія, Франція, Німеччина, Індія, Ірландія, Латинська Америка, Туреччина, Велика Британія                                                                    |
| 2021 | ІнстаЗірка                               | Magnus von Horn                             | 18 червня 2021 року (US прем'єра) 23 липня 2021 року (на Mubi) | Індія, Латинська Америка, Туреччина, США |
| 2021 | Limbo                                    | Ben Sharrock                                | 30 липня 2021 року (прем'єра) 23 вересня 2021 року (на Mubi) | Велика Британія, Ірландія |
| 2021 | Новий порядок                            | Мішель Франко                               | 30 серпня 2021 року (UK прем'єра) | Велика Британія, Ірландія |
| 2021 | Аннетт                                   | Леос Каракс                                 | 3 вересня 2021 року (UK прем'єра) 26 листопада 2021 року (на Mubi) | Ірландія, Індія, Латинська Америка, Велика Британія |
| 2021 | Azor                                     | Andreas Fontana                             | 10 вересня 2021 року (US прем'єра) 20 жовтня 2021 року (UK прем'єра) | Індія, Ірландія, Італія, Туреччина, Велика Британія, США |
| 2021 | Cryptozoo                                | Dash Shaw                                   | 22 жовтня, 2021 року | Німеччина, Ірландія, Туреччина, Велика Британія |
| 2021 | What Do We See When We Look at the Sky?  | Alexandre Koberidze                         | 12 листопада, 2021 року (US прем'єра) 7 січня, 2022 року (на Mubi) | Канада, Індія, Італія, Латинська Америка, Туреччина, США |
| 2021 | Petite Maman                             | Селін Ск'ямма                               | 19 листопада, 2021 року (UK прем'єра) 18 лютого, 2022 року (на Mubi) | Ірландія, Італія, Туреччина, Велика Британія |
| 2021 | Агнець                                   | Valdimar Jóhannsson                         | 10 грудня 2021 року (UK прем'єра) 25 лютого 2022 року (на Mubi) | Індія, Ірландія, Латинська Америка (окрім. Мексика), Туреччина, Велика Британія                                                                                |
| 2022 | Cow                                      | Андреа Арнольд                              | 14 січня 2022 року (UK прем'єра) 11 лютого 2022 року (на Mubi) | Австрія, Німеччина, Італія, Ірландія, Індія, Латинська Америка, Туреччина, Велика Британія                                                                     |
| 2022 | Титан                                    | Джулія Дюкорно                              | 28 січня 2022 року (на Mubi) | Індія, Латинська Америка, Туреччина |
| 2022 | Lingui, The Sacred Bonds                 | Mahamat Saleh Haroun                        | 4 лютого 2022 року (US & UK прем'єра) 8 березня 2022 року (на Mubi) | Канада, Ірландія, Латинська Америка, Туреччина, Велика Британія, США                                                                                           |
| 2022 | Бенедетта                                | Пол Верговен                                | 4 лютого 2022 року (на Mubi Turkey) 15 квітня 2022 року (UK прем'єра) 1 липня 2022 року (на Mubi) | Індія, Ірландія, Туреччина, Велика Британія |
| 2022 | Great Freedom                            | Sebastian Meise                             | 4 березня 2022 року (US прем'єра) 11 березня 2022 року (UK прем'єра) 6 травня 2022 року (на Mubi) | Канада, Індія, Ірландія, Латинська Америка (окрім. Мексика), Туреччина, Велика Британія, США                                                                   |
| 2022 | Найгірша людина в світі                  | Йоакім Трієр                                | 25 березня 2022 року (UK прем'єра) 13 травня 2022 року (на Mubi) | Індія, Ірландія, Велика Британія |
| 2022 | Сядь за кермо моєї машини                | Рюсуке Хамаґучі                             | 17 березня 2022 року (AR, CL, CO, MX прем'єра) 1 квітня 2022 року (на Mubi) | Латинська Америка (окрім. Мексика), Індія, Малайзія |
| 2022 | Prayers for the Stolen                   | Tatiana Huezo                               | 8 квітня 2022 року (UK & Ireland прем'єра) 29 квітня, 2022 року (на Mubi) | Велика Британія, Ірландія, Франція, Італія, Індія |
| 2022 | Пам'ять                                  | Апічатпон Вірасетакул                       | 5 травня 2022 року (DE прем'єра) 5 серпня 2022 року (на Mubi) | Німеччина, Індія, Італія, Латинська Америка (окрім. Мексика та Колумбія)                                                                                       |
| 2022 | Paris, 13th District                     | Жак Одіар                                   | 27 травня 2022 року (на Mubi) | Індія, Туреччина |
| 2022 | Bergman Island                           | Mia Hansen-Løve                             | 3 червня 2022 року (UK/IE прем'єра) 22 липня 2022 року (на Mubi) | Ірландія, Велика Британія |
| 2022 | Насолода                                 | Ninja Thyberg                               | 15 червня 2022 року (UK прем'єра) 17 червня 2022 року (на Mubi) | Італія, Ірландія, Латинська Америка, Туреччина, Велика Британія                                                                                                |
| 2022 | A Chiara                                 | Йонас Карпіньяно                            | 23 червня 2022 року (DE прем'єра) 15 липня 2022 року (UK прем'єра) 26 серпня 2022 року (на Mubi) | Німеччина, Ірландія, Латинська Америка, Туреччина, Велика Британія                                                                                             |
| 2022 | Faya Dayi                                | Jessica Beshir                              | 24 червня 2022 року (UK прем'єра) серпень 10, 2022 року (на Mubi) | Франція, Німеччина, Індія, Ірландія, Італія, Латинська Америка, Туреччина, Велика Британія                                                                     |
| 2022 | Злочини майбутнього                      | Девід Кроненберг                            | 14 липня 2022 року (Латинська Америка, прем'єра) 29 липня 2022 року (на Mubi) | Індія, Латинська Америка, Малайзія, Туреччина |
| 2022 | Одна секунда                             | Чжан Їмоу                                   | 14 липня 2022 року (DE прем'єра) 16 вересня 2022 року (на Mubi) | Німеччина, Ірландія, Туреччина, Велика Британія |
| 2022 | Free Chol Soo Lee                        | Julie Ha and Eugene Yi                      | 12 серпня 2022 року (US прем'єра) 19 серпня 2022 року (UK прем'єра) 7 жовтня 2022 року (на Mubi) | Австрія, Канада, Німеччина, Ірландія, Італія, Латинська Америка, Туреччина, Велика Британія, США                                                               |
| 2022 | The Cathedral                            | Ricky D'Ambrose                             | 2 вересня 2022 року (US прем'єра) 9 вересня 2022 року (на Mubi) | США, Канада |
| 2022 | Invisible Demons                         | Rahul Jain                                  | 23 вересня 2022 року (US прем'єра) 4 жовтня 2022 року (на Mubi) | Канада, Німеччина, Індія, Латинська Америка, Малайзія, Туреччина, Велика Британія, США                                                                         |
| 2022 | Decision to Leave                        | Пак Чхан Ук                                 | 14 жовтня 2022 року (US прем'єра) 21 жовтня 2022 року (UK прем'єра) 9 грудня 2022 року (на Mubi) | Канада, Індія, Туреччина, Велика Британія, США |
| 2022 | Після сонця                              | Шарлотта Веллс                              | 18 листопада 2022 року (UK прем'єра) 15 грудня 2022 року (DE прем'єра) 6 січня 2023 (on Mubi UK, IE, IT, IN, MY, Латинська Америка) 1 лютого 2023 (FR прем'єра) 17 березня 2023 (на Mubi DE, AT, ES) | Австрія, Франція, Німеччина, Індія, Ірландія, Італія, Латинська Америка, Іспанія, Туреччина, Велика Британія                                                   |
| 2022 | Королівство                              | Ларс фон Трієр                              | 13 листопада 2022 року (series 1 remaster) 30 листопада 2022 року (series 2 remaster) 27 листопада 2022 року (Exodus)                                                                                | Ірландія, Індія, Латинська Америка, Туреччина, Велика Британія, США                                                                                            |
| 2023 | Алькаррас                                | Карла Сімон                                 | 5 січня 2023 (Латинська Америка, прем'єра) 6 січня 2023 (US & UK прем'єра) 24 лютого 2023 (на Mubi)                                                                                                  | Канада, Ірландія, Латинська Америка, Туреччина, Індія, Malaysia, Велика Британія, США                                                                          |
| 2023 | Вбивця «Святий павук»                    | Ali Abbasi                                  | 19 січня 2023 (Латинська Америка, прем'єра) 20 січня 2023 (UK прем'єра) 10 березня 2023 (на Mubi) | Велика Британія, Ірландія, Латинська Америка (окрім Мексика), Малайзія                                                                                         |
| 2023 | Близько                                  | Лукас Донт                                  | 2 березня 2023 (Латинська Америка прем'єра) 3 березня 2023 (UK прем'єра) 21 квітня 2023 (на Mubi) | Велика Британія, Ірландія, Латинська Америка, Туреччина and Індія                                                                                              |
| 2023 | The Five Devils                          | Léa Mysius                                  | 23 березня 2023 (Латинська Америка прем'єра) 24 березня 2023 (US & UK прем'єра) 12 травня 2023 (на Mubi)                                                                                             | Канада, Німеччина, Індія, Латинська Америка, Туреччина, Велика Британія, США, Австрія                                                                          |
| 2023 | Leila's Brothers                         | Saeed Roustaee                              | 25 березня 2023 (на Mubi) | Туреччина |
| 2023 | One Fine Morning                         | Mia Hansen-Løve                             | 14 квітня 2023 (UK прем'єра) 16 червня 2023 (на Mubi) | Індія, Ірландія, Туреччина, Велика Британія |
| 2023 | Return to Seoul                          | Davy Chou                                   | 5 травня 2023 (UK прем'єра) 7 липня 2023 (на Mubi) | Велика Британія, Ірландія, Італія, Туреччина, Індія та Південно-Східна Азія (окрім Філіппіни)                                                                  |
| 2023 | Medusa Deluxe                            | Thomas Hardiman                             | 9 червня 2023 (UK прем'єра) 4 серпня 2023 (на Mubi) | Велика Британія, Ірландія, Німеччина, Латинська Америка, Італія, Швейцарія, Туреччина, Індія та Малайзія                                                       |
| 2023 | Passages                                 | Ira Sachs                                   | 4 серпня 2023 (US прем'єра) 1 вересня 2023 (UK прем'єра) | Велика Британія, США, Ірландія, Латинська Америка, Італія, Німеччина, Австрія, Туреччина, Бельгія, Нідерланди, Люксембург                                      |
| 2023 | Unclenching the Fists                    | Kira Kovalenko                              | 23 травня 2023 | Канада, Ірландія, Латинська Америка, Індія, Велика Британія, США                                                                                               |
| 2023 | Дивний спосіб життя                      | Педро Альмодовар                            | 21 вересня 2023 | Італія, Латинська Америка |